# Römische Badruinen Baden-Baden

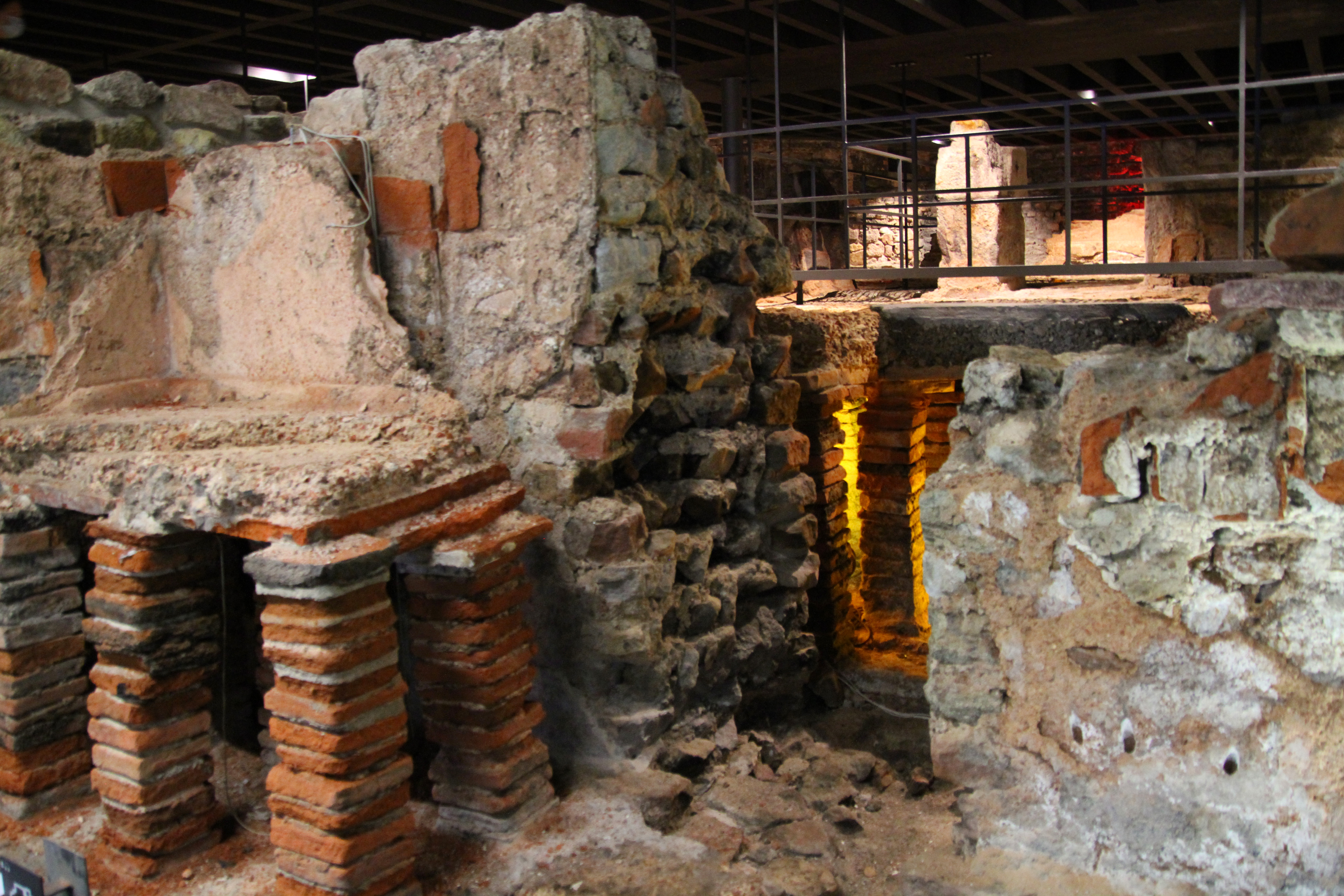
Römische Badruinen Baden-Baden

Die Römischen Badruinen in der Altstadt von Baden-Baden, Überreste antiker Thermen der Stadt Aquae, befinden sich unterhalb des Marktplatzes und beim Friedrichsbad.
Die Kaiserbäder, die 213–217 n. Ch. im Auftrag des römischen Kaisers Caracalla in luxuriöser Weise ausgebaut wurden, liegen am terrassierten Schlossberg-Südhang unter dem heutigen Marktplatz zwischen Stiftskirche und Altem Dampfbad. Sie wurden 1847 bei Bauarbeiten an der Stiftskirche entdeckt. Zu der prachtvollen Anlage gehörten zwei Becken, die möglicherweise zur Abkühlung des Thermalwassers dienten, zwei Badebecken und ein Heißluftraum. Ihre Form und Ausdehnung wird auf dem Marktplatz durch schwarzes Kopfsteinpflaster verdeutlicht.
Am Fuß des Schlossbergs waren die wesentlich einfacher ausgestatteten Soldatenbäder eingerichtet, die ein Heißbad, ein Warmluftbad, ein Luftschwitzbad und mehrere Schwimmbäder umfassten. Das so genannte Hypokaustensystem der Unterboden- und Wandheizung dieser Bäder wurde zwischen 1846 und 1900 ausgegraben und konserviert. Es ist in einem Museum unterhalb der Friedrichsbadterrasse zwischen Friedrichsbad und Klosterschule vom Heiligen Grab zugänglich und kann durch eine Glasfront von außen eingesehen werden.